# Neville Francis Fitzgerald Chamberlain

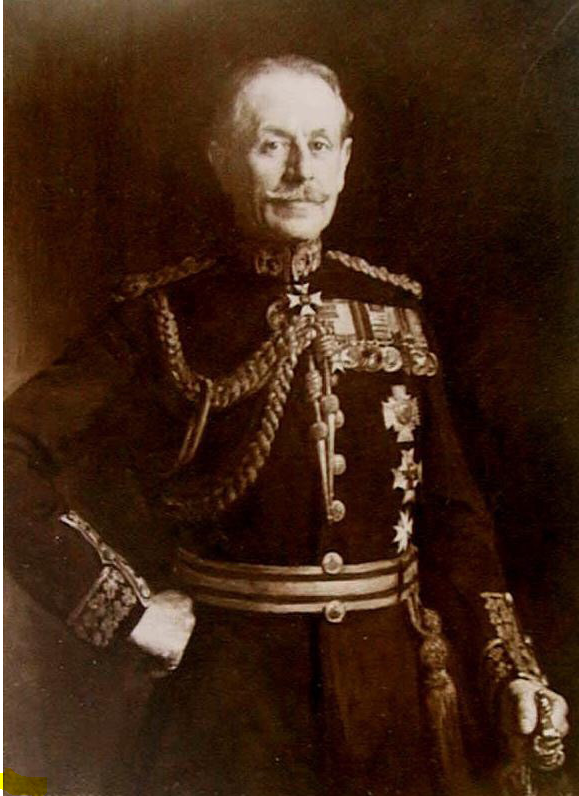

Sir Neville Francis Fitzgerald Chamberlain, KCB, KCVO, KPM (* 13. Januar 1856; † 28. Mai 1944) war ein Offizier der British Army und später Generalinspektor der Royal Irish Constabulary; Kritik nach dem Osteraufstand 1916 in Irland führte zu seinem Rücktritt. Ihm wird zugeschrieben, die Billardvariante Snooker erfunden zu haben, während er 1875 in Jabalpur, Britisch-Indien, diente.

## Leben
Chamberlain entstammt einer Familie mit militärischer Tradition; er war der Sohn von Charles Francis Falcon Chamberlain und Neffe von Neville Bowles Chamberlain. Er wurde an der Brentwood School und dem Royal Military College Sandhurst ausgebildet.

## Militärische Karriere
Chamberlain wurde am 9. August 1873 zum Leutnant im Devonshire Regiment ernannt. Genau ein Jahr später erfolgte die Beförderung zum Oberleutnant. 1878, während des Zweiten Anglo-Afghanischen Krieges, trat er dem Stab von Feldmarschall Sir Frederick Roberts bei, der Commander-in-Chief der Britischen Armee in Afghanistan war. Nachdem er in der Schlacht von Kandahar verwundet wurde, diente er zwischen 1881 und 1884 mit Roberts in Udagamandalam. Am 9. August 1885 wurde er zum Hauptmann befördert, am 7. November 1885 zum Brevet-Major ernannt und am 1. Juli 1887 zum Brevet-Oberstleutnant.
1890 wurde er Militärminister der Regierung von Kaschmir. Die Ernennung zum Brevet-Colonel erfolgte am 6. Januar 1894. Sein tatsächlicher Rang war aber immer noch der eines Hauptmanns, erst am 9. August 1894 wurde er zum Major befördert. Am 6. Februar 1899 wurde er zum Oberst im Stab in Delhi.
Nach dem Ausbruch des Zweiten Burenkrieges wurde Lord Roberts zum Oberbefehlshaber der britischen Streitkräfte in Südafrika ernannt. Chamberlain folgte diesem im Dezember 1899 als First Aide-de-Camp und Privatsekretär und wurde von Roberts förmlich belobigt („mentioned in dispatches“, 31. März 1900). 1900 wurde er auch zum Companion of the Order of the Bath (CB) ernannt.

## Royal Irish Constabulary
1900 wurde Chamberlain zum Generalinspektor der Royal Irish Constabulary (RIC) ernannt, der bewaffneten Polizeieinheit von ganz Irland (mit Ausnahme von Dublin). Diese Polizeikräfte waren direkt der irischen Verwaltung in Dublin Castle unterstellt; sie waren für das Sammeln von Informationen sowie die Aufrechterhaltung der Ordnung zuständig und wurden so zu den Augen und Ohren der Regierung. Aus der Armee schied er am 1. November 1901 formell aus. Im Rahmen des königlichen Besuch 1903 in Irland wurde er zum Knight Commander of the Order of the Bath (KCB) ernannt, 1911 folgte die Ernennung Chamberlains zum Knight Commander of the Royal Victorian Order (KCVO), im April 1914 zum Knight of Grace im Venerable Order of Saint John und während der New Year Honours 1915 wurde ihm die King’s Police Medal verliehen. Chamberlains Jahre beim RIC fielen mit dem Aufstieg einer Reihe politischer, kultureller und sportlicher Organisationen zusammen, deren gemeinsames Ziel es war, die Verschiedenheit Irlands zum Vereinigten Königreich zu manifestieren; diese Entwicklung gipfelte 1913 in der Gründung der Irish Volunteers.
In einem Bericht an den Chief Secretary for Ireland, Augustine Birrell, und den Untersekretär für Irland, Sir Matthew Nathan, warnte Chamberlain vor den Volunteers, welche einen Aufstand und die Ausrufung der irischen Unabhängigkeit planten. Aber als ihm Nathan im April 1916 einen Brief des Armeekommandeurs von Süd-Irland zeigte, der von einer Waffenlandung an der Südwestküste und einem Aufstand zu Ostern berichtete, zweifelten beide, ob es für dieses Gerücht irgendwelche Grundlagen gäbe. Der Osteraufstand begann am Ostermontag, dem 24. April 1916. Er dauerte sechs Tage und endete erst, nachdem ein großer Teil der Dubliner Prachtstraße durch Artilleriefeuer zerstört war. Obwohl die königliche Kommission für die Rebellion von 1916 (Hardinge Kommission) die RIC von jeder Schuld freisprach, war Chamberlain nach anhaltender Kritik schließlich zum Rücktritt gezwungen.

## Späteres Leben
Nach seiner Versetzung in den Ruhestand lebte Chamberlain im englischen Ascot. Am 19. März 1938 veröffentlichte er in The Field ein Schreiben, in dem er behauptete, 1875 das Spiel Snooker im Offizierskasino des 11. Devonshire Regiment in Jabalpur, Britisch-Indien, entwickelt zu haben. Diese Variante wurde vom Autor Compton Mackenzie in einem Brief in The Billiard Player 1939 unterstützt und ist seitdem anerkannt.
Das Oxford Dictionary of National Biography beschreibt die Umstände, unter denen der Name des neuen Spiels entstand, folgendermaßen:

„While serving at Jabalpur in 1875 Chamberlain developed a new variation of black pool by introducing coloured balls into the game. It was dubbed snooker—a derogatory nickname given to first-year cadets studying at the Royal Military Academy at Woolwich that Chamberlain had heard about from a young Royal Artillery subaltern visiting the mess. Chamberlain later retorted to a fellow player who had failed to pot a coloured ball: "Why, you're a regular snooker". While explaining the term to his fellow officers Chamberlain, to mollify the officer concerned, remarked that they were all "snookers at the game" and the name snooker or snooker's pool immediately stuck.“

„Als er 1875 in Jabalpur diente, entwickelte Chamberlain eine neue Variante des Black Pool, indem er farbige Bälle in das Spiel einführte. Es wurde Snooker genannt – ein abfälliger Spitzname, mit dem Kadetten während des ersten Jahres an der Royal Military Academy in Woolwich bezeichnet wurden, wovon Chamberlain durch einen jungen Artillerieoffizier, zu Besuch im Kasino, erfahren hatte. Chamberlain reagierte später auf einen Mitspieler, der es versäumt hatte, einen farbigen Ball zu lochen: "Na, Sie sind mir ein wahrer Snooker!" Chamberlain erklärte seinen Offizierskollegen den Begriff, und um den betreffenden Offizier zu beschwichtigen, bemerkte er, dass sie alle "Snooker in diesem Spiel" seien und der Name Snooker oder Snooker's Pool blieb sogleich haften.“